# Kyselina trans-3-methyl-2-hexenová
Kyselina trans-3-methyl-2-hexenová (TMHA) je mononenasycená mastná kyselina s krátkým řetězcem, která se vyskytuje v potu vylučovaném podpažními apokrinními potními žlázami u bělochů a některých Asiatů.
Hexanové kyseliny včetně TMHA mají odporný, „kozlí“ pach. Z mastných kyselin přispívajících k pachu podpaží bílých mužů má TMHA nejnápadnější pach.